# Vårdslös tillvitelse
Vårdslös tillvitelse är ett brott enligt svensk rätt. För vårdslös tillvitelse döms den som sanningslöst beskyller annan för brottslig gärning eller dylikt (om handlingen inte redan uppfyller brottsrubriceringen för falsk angivelse eller obefogad angivelse), om gärningsmannen inte insåg men hade skälig anledning att anta att utsagan var sanningslös.
I brottsbalken 15 kap 7 § står: "Den som, i annat fall än  6 § avser, hos åklagare, polismyndighet eller annan myndighet sanningslöst tillvitar annan brottslig gärning, föregiver besvärande omständighet eller förnekar friande eller mildrande omständighet, dömes, om myndigheten har att upptaga anmälan i sådan sak, för falsk tillvitelse till fängelse i högst två år eller, om brottet är ringa, till böter eller fängelse i högst sex månader.
Om han icke insåg men hade skälig anledning antaga, att utsagan var sanningslös, dömes för vårdslös tillvitelse till böter eller fängelse i högst sex månader."